# Apsarasa radians
Apsarasa radians är en fjärilsart som beskrevs av John Obadiah Westwood 1848. Apsarasa radians ingår i släktet Apsarasa och familjen nattflyn. Inga underarter finns listade i Catalogue of Life.